# Harry Babbitt

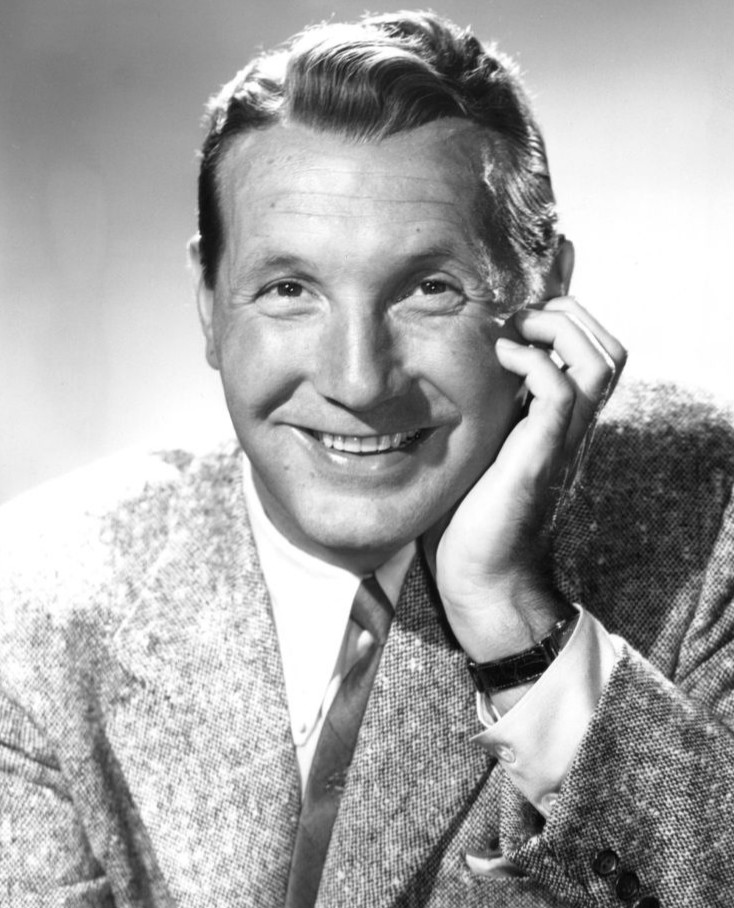
Harry Babbitt 1953

Harry Babbitt (* 2. November 1913, St. Louis, Missouri; † 9. April 2004, Aliso Viejo, Kalifornien) war ein amerikanischer Sänger und Star der Big-Band-Ära.

## Leben

### Anfänge
Babbit wurde 1913 in St. Louis, Missouri geboren. Nach der Highschool gründete er seine eigene Band, die er dirigierte und zusätzlich selbst Saxophon und Schlagzeug spielte. Später arbeitete er als Radiomoderator und Solomusiker bei einer Radiostation in St. Louis, wo er die Aufmerksamkeit von Bandleader Kay Kyser erregte.

## Karriere
Babbitt schloss sich im Winter 1936 der Kyser-Band an. Mit seinem volltönenden Bariton konnte er zusammen mit Kyser mehrere Hits einspielen. Bei verschiedenen Novelty Tunes setzte er eine hohe Falsett-Stimme ein.  Babbitt sang Hits wie Three Little Fishies, (I’d Like to Get You on a) Slow Boat to China und Jingle, Jangle, Jingle, aber sein größter Hit war die Coverversion von Vera Lynns White Cliffs of Dover. Außerdem sang er den Weihnachtshit von Spike Jones All I Want for Christmas Is My Two Front Teeth. Daneben lieh er Woody Woodpecker seine Stimme für das Gelächter im Woody Woodpecker Song. Regelmäßig trat er in Kysers Radioprogramm auf, dem Kay Kyser’s Kollege of Musical Knowledge und gemeinsam mit ihm in sieben Filmen, unter anderem That’s Right - You’re Wrong (1939), Thousands Cheer (1943) und Carolina Blues (1944).
Im Zweiten Weltkrieg diente Babbitt in der United States Navy (1944–1946), dann kehrte er noch einmal zu Kysers Band zurück, die er 1949 in gutem Einvernehmen verließ.

## Radio und Fernsehen
Babbitt war Sprecher einer Morgen-Show im Radio, The Second Cup of Coffee Club bei Columbia Broadcasting System (CBS), die über 10 Jahre in den 1940ern und 1950ern lief. Mit Mary Small trat er in der Radioshow By Popular Demand auf, einem wöchentlichen Programm bei Mutual Broadcasting System (1945–1946).
Babbitts Nachruf in der Zeitschrift Variety bezeichnete ihn als „television pioneer“ (Pionier des Fernsehens), denn „er moderierte zwei lange laufende Musikshows bei KTLA-TV in Los Angeles: Bandstand Review und Hollywood Opportunity.“ Außerdem moderierte er das NBC-Programm Glamour Girl, welches von 1953 bis 1954 lief und „Tipps für die Garderobe, Schönheitsanwendungen und anderes anbot... ausgerichtet darauf, die durchschnittliche Frau zu einem Glamour Girl zu machen.“

## Spätere Jahre
Babbitt zog sich 1964 aus dem Showbusiness zurück und wurde wohlhabend durch Immobilienhandel in Orange County, Kalifornien. Er war auch Manager des Newport Tennis Club und der Pressesprecher einer Retirement Community.
Nach dem Tod von Kyser ging Babbitt nochmals mit einer neuen Band auf Tour, wobei er Kysers Name und Musik nutzte. Mitte der 1990er ging er endgültig in den Ruhestand.

## Tod
Babbitt starb 2004 im Alter von 90 Jahren in Aliso Viejo, Kalifornien. Mit seiner Frau Betty war er 69 Jahre verheiratet gewesen. Sie überlebte ihn.
Das Paar hatte zu dem Zeitpunkt die drei Söhne Michael, Stephen und Christopher, sechs Enkel und zwei Urenkel.